# Silent Voices
Silent Voices é uma banda finlandesa de metal progressivo formada em Kokkola, Finlândia. Foi formada em 1995 por Henrik Klingenberg (teclados), Pasi Kauppinen (baixo), Timo Kauppinen (guitarra) e Jukka-Pekka Koivisto (bateria). Alguns anos após sua formação, Michael Henneken entrou para os vocais, mas deixou a banda em 2006. Em setembro de 2013, a banda anunciou que seu novo vocalista Teemu Koskela do Winterborn, e em maio de 2014, o membro fundador Jukka-Pekka Koivisto saiu e foi substituído por Jani "Hurtsi" Hurula (Isänta Meidän).
A banda publicou um EP (com Klingenberg nos vocais) e quatro álbuns de estúdio,[carece de fontes?] a banda estava em turnê para promover seu quarto álbum. Seu último álbum, Reveal The Change, foi lançado em 29 de novembro de 2013 na Europa e 03 de dezembro na América do Norte.

## Membros

### Atuais
- Timo Kauppinen – guitarra (1995–presente)
- Pasi Kauppinen – baixo (1995–presente)
- Jani "Hurtsi" Hurula – bateria (2014–presente)
- Henrik Klingenberg – teclado (1995–presente)
- Teemu Koskela – vocais (2013–presente)

### Anteriores
- Michael Henneken – vocais (1997–2006)
- Jukka-Pekka Koivisto – bateria (1995–2014)

## Discografia
- Nothing Lasts Forever (EP) (1997)
- Chapters of Tragedy (2002)
- Infernal (2004)
- Building Up the Apathy (2006)
- Reveal the Change (2013)